# Det regnar köttbullar
Det regnar köttbullar (originaltitel: Cloudy with a Chance of Meatballs) är en datoranimerad film producerad av Sony Pictures Animation och distribuerad av Columbia Pictures. Filmen hade premiär den 18 september 2009 i USA. I Sverige var premiären planerad till den 22 januari 2010. Filmen är delvis baserad på en barnbok med samma namn av Judi Barrett och Ron Barrett.
I originalversionen medverkar Bill Hader, Anna Faris, Bruce Campbell, James Caan, Bobb'e J. Thompson, Andy Samberg, Mr. T, Benjamin Bratt, Neil Patrick Harris, Al Roker, Lauren Graham, och Will Forte med att spela röster. Filmen är skriven och regisserad av Phil Lord och Christopher Miller, som båda är mest kända för den animerade TV-serien Clone High.
Filmen visades i ett 2.35:1 bildformat och i 3D på utvalda biografer som använder RealD Cinema, Dolby 3D och IMAX 3D systems.

## Handling
Filmen utspelas i den lilla staden Vrakviken. Den unge uppfinnaren Flint Lockwood har uppfunnit Flint Lockwoods diatoniska supermuterande dynamiska födoreplikator (förkortat: FLDSMDFR), en maskin som omvandlar vatten till mat. Men efter att Flint råkar förstöra stadens nya turristattraktion och maskinen skjuts upp mot himlen, så tror han att hans karriär som uppfinnare är slut. Men helt plötsligt, som genom ett mirakel, börjar det regna delikata ostburgare från himlen. Flints maskin fungerar! Genast börjar stadens glupska invånare beställa mer och mer mat från Flint, men det tar inte så lång stund innan han kommer på att ju mer mat de ber FLDSMDFR att göra desto större blir maten. En dag blir det katastrof när FLDSMDFR börjar löpa amok med spaghetti-tornador och jätteköttbullar som hotar att förgöra hela världen! Flint måste tillsammans med väderflickan Sam Sparks och Steve, hans talande assistentapa, komma på ett sätt att stänga av maskinen innan hela världen täcks av enorma köttbullar!

## Röster

### Engelska röster
- Bill Hader – Flint Lockwood
  - Max Neuwirth – Flint Lockwood som barn
- Anna Faris – Samantha "Sam" Sparks
- James Caan – Tim Lockwood
- Andy Samberg – Brent "Baby Brent" McHale
- Bruce Campbell – Borgmästare Shelbourne
- Mr. T – Earl Devereaux
- Bobb'e J. Thompson – Calvin "Cal" Devereaux
- Benjamin Bratt – Manny
- Neil Patrick Harris – Apan Steve
- Al Roker – Patrick Patrickson
- Lauren Graham – Frances "Fran" Lockwood
- Will Forte – Joseph Towne
- Bill Hader – FLDSMDFR-maskinen
- Peter Siragusa – Rufus
- Angela Shelton – Regina Devereaux
- Liz Cakowski – Lärare
- Neil Flynn – Väderproducent

### Svenska röster
- Jesper Salén – Flint Lockwood
- Malin Güettler – Samantha "Sam" Sparks
- Claes Ljungmark – Tim Lockwood
- Göran Gillinger – Brent "Baby Brent" McHale
- Johan Wahlström – Borgmästare Shelbourne
- Mikael Roupé – Earl Devereaux
- Simon Sjöquist – Calvin "Cal" Devereaux
- Ole Ornered – Manny
- Dick Eriksson – Apan Steve
- Figge Norling – Patrick Patrickson
- Sharon Dyall – Frances "Fran" Lockwood
- Mattias Knave – Joseph Towne
- Jesper Salén – FLDSMDFR-maskinen
- Max Kenning – Flint Lockwood som barn
- Charlotte Ardai Jennefors – Regina Devereaux
- Daniel Sjöberg – Väderproducent